# 국립중앙도서관
국립중앙도서관(國立中央圖書館, National Library of Korea)은 대한민국 문화체육관광부의 소속기관이다. 국립중앙도서관은 해방과 함께 조선총독부도서관의 간판을 내리고 1945년 10월 15일 국립도서관으로 개관하였다. 1963년 11월 28일 '도서관법'이 제정·공포되었다. '도서관법'의 제정으로 국립도서관은 국립중앙도서관으로 명칭을 바꾸는 한편, 제도나 업무 면에서 획기적으로 발전할 수 있는 기틀을 마련하게 되었다. 서울특별시 서초구 반포대로 201에 위치하고 있다. 관장은 고위공무원단 가등급에 속하는 일반직공무원으로 보하되, 임기제공무원으로 보할 수 있다.

## 설치 근거 및 소관 업무

### 설치 근거
- 「도서관법」 제18조제1항[3]

### 소관 업무
- 종합계획에 따른 관련 시책의 시행
- 국내외 도서관자료의 수집·제공·보존관리
- 국가 서지 작성 및 표준화
- 정보화를 통한 국가문헌정보체계 구축
- 도서관직원의 교육훈련 등 국내 도서관에 대한 지도·지원 및 협력
- 외국도서관과의 교류 및 협력
- 도서관발전을 위한 조사 및 연구
- 「독서문화진흥법」에 따른 독서 진흥 활동을 위한 지원 및 협력
- 그 밖에 국가대표도서관으로서 기능을 수행하는데 필요한 업무

## 연혁
- 1945년 10월 15일: 「조선총독부도서관」을 개편하여「국립도서관」으로 개관(서울 중구 소공동)
- 1963년 10월 28일: 도서관법 제정으로 「국립중앙도서관」으로 개편
- 1965년 3월 26일: 자료제출(납본)제도 시행
- 1974년 12월 2일: 남산으로 본관 이전
- 1988년 5월 28일: 반포동으로 본관 신축 이전
- 2006년 6월 28일: 국립어린이청소년도서관 개관
- 2009년 5월 25일: 디지털도서관 개관
- 2012년 9월 24일: 국립장애인도서관 개관
- 2013년 12월 12일: 국립세종도서관 개관

## 조직

### 관장
| 기획연수부 - 총무과 - 기획총괄과 - 사서교육문화과 - 국제교류홍보팀 자료관리부 - 자료수집과 - 국가서지과 - 자료운영과 - 고문헌과 디지털자료운영부 - 디지털기획과 - 디지털정보이용과 - 정보시스템운영과 | - 국립어린이청소년도서관 - 자료보존연구센터 - 국립세종도서관 |

### 시설
지상 7층, 지하 1층 규모의 본관, 지상 2층, 지하 1층 규모의 사서교육관, 지상 2층, 지하 4층 규모의 자료보존관이 있다. 도서관 내에는 서고 및 주제별자료실, 열람실, 강의실, 회의실, 보존처리실 등이 있다. 2009년 기준으로 국립디지털도서관이 완공되어 국립중앙도서관 본관과 지하통로로 연결되어 있다. 원래 디지털자료실이 있던 5층에는 광화문에 있던 통일부 북한자료센터가 이전해왔다.
- 지하1층: 지하서고, 국립디지털도서관 연결통로
- 1층: 장애인정보누리터
- 2층: 문학실
- 3층: 연속간행물실(잡지·신문·공공간행물), 연구정보실
- 4층: 도서자료실(인문·사회·자연과학)
- 5층: 고문헌·지도자료실, 북한자료센터, 고문헌전시실
- 6층: 국립장애인도서관 등
- 7층: 서고

### 소장 자료
국립중앙도서관은 다음과 같은 자료들을 소장하고 있다.
- 1965년에 납본법이 시행된 뒤로 국내에서 제작 · 발행되는 도서, 연속간행물, 각종 CD
- 1965년 이전에 수집된 출판 자료
- 국보 · 보물로 지정된 도서 문화재
- 외국에서 발간된 동남아시아 관련 자료
- 유엔 · 세계 보건 기구 등 국제기구에서 발간된 자료
- 개인이나 단체가 기증한 문헌
- 전자 자료

2015년 5월 국내 최초, 세계 국립도서관에서는 15번째로 장서 1,000만 권 시대를 열었으며, 2021년 10월 31일 기준 총 13,291,306(책)을 소장하고 있으며, 자세한 사항은 다음과 같다.
- 국내 도서: 9,584,718책
- 해외 도서: 1,609,108책
- 비도서자료: 1,803,691점
- 고서: 293,789책
  - 문화재로 지정된 자료: 69책

국립중앙도서관이 소장하고 있는 주요 문화재는 다음과 같다.
- 국보 제148호 십칠사찬고금통요
- 국보 제319호 동의보감
- 보물 제523-1호 석보상절
- 보물 제710-3호 동인지문사육-권10~12
- 보물 제865호 민간 목활자 및 인쇄용구
- 보물 제1088호 언해태산집요
- 보물 제1595호 목장지도
- 서울특별시 유형문화재 제108호 조아통상조약(한문, 아문)
- 서울특별시 유형문화재 제109호 조·영 통상 조약
- 서울특별시 유형문화재 제110호 대조선국·대덕국 통상 조약
- 서울특별시 유형문화재 제111호 대한국·대청국 통상 조약
- 서울특별시 유형문화재 제112호 대조선국·대법민주국 통상 조약

## 디지털도서관
2009년 5월에 개관하였다. 국립중앙도서관의 디지털도서관은 1억 1600만 건의 디지털 콘텐츠와 25만 건의 동영상 자료를 보유하고 있으며, UCC제작 스튜디오와 복합상영관, 첨단 세미나실을 갖추고 있다. 첨단장비를 갖춘 오프라인 시설에서 온라인 서비스를 제공한다. 디지털도서관은 제공하는 콘텐츠 양에서 유네스코의 세계디지털도서관(WDL)이나 유럽연합(EU)의 유로피아나보다 많다. 디지털도서관은 국립중앙도서관 본관 옆에 독립적으로 지어진 건물로 지하 5층, 지상 3층으로 이루어져 있고 연면적은 3만8014m2이다.
257석 규모의 디지털 열람실을 가지고 있으며, 홈페이지에 접속하여 자료를 검색할 수 있다. 미국 의회도서관과 도쿄대·싱가포르대 등 세계 700여 개 기관이 제공하는 자료도 검색이 가능하다. 국립중앙도서관 홈페이지는 외부에서도 접속 가능하지만, 디지털도서관 내에서 이용하면 유료 데이터를 무료로 볼 수 있다.
복합상영관에서는 시청각 자료 25만건을 볼 수 있다. 대형 LCD모니터를 두고 여러 명이 무선 헤드폰으로 동시 관람도 가능하다. 최대 16명을 수용할 수 있는 세미나실 8곳도 갖췄다. 회의 중 전자칠판에 쓴 내용은 참석자들의 e-메일로 전송된다.
2011년 11월 19일 위키백과 학교의 첫 번째 대한민국 세미나가 이 곳에서 개최되었다.

## 간행물
- 월간 납본 동향
- 납본 주보 (2025년 4월 20일까지 제공)

### 웹진
- 오늘의 도서관 -- 1991년 '월간 도서관계' 창간, 2011년 '오늘의 도서관'으로 제호 변경
- 월드 라이브러리
  - 지난 호 보기
  - 이전 홈페이지 지난 호 보기

## 북한자료센터
북한자료센터는 조선민주주의인민공화국에 대한 자료를 국민 일반에게 공개하고, 누구나 쉽고 편리하게 이용할 수 있는 대국민 서비스 창구 역할을 수행하고자 설립된 정부기관이다. 국립중앙도서관 본관 5층에 위치하고 있다.
대한민국 통일부에서 별도로 운영하는 통일 · 북한 전문 도서관으로, 약 9만 4천건의 북한 관련 도서, 정기간행물, 시청각자료를 보유하고 있다. 원래 광화문에서 독립적으로 운영되었으나 국립디지털도서관 개관 이후 본관 5층으로 이전, 재개관하였다.
운영주체가 다르고 보유한 자료의 특수성으로 인하여 다른 자료실과 이용방법에 차이가 있다.
- 북한자료센터의 자료는 도서관 내 다른 PC나 국립중앙도서관 홈페이지에서는 검색이 되지 않는다. 북한자료센터 내의 PC를 이용하거나 북한자료센터 홈페이지에서 검색이 가능하다.
- 일반 자료에 한하여 관외대출이 가능하다.
- 열람 자료를 북한자료센터 바깥으로 가지고 나갈 수 없다.
- 북한 및 반국가 단체에서 발행된 정치적 이념성 자료는 특수자료로 분류, 열람은 가능하나 관외대출이나 복사는 공공/행정기관 및 각종 단체장의 추천서가 필요하다.

## 사진

국립중앙도서관과 부대 시설
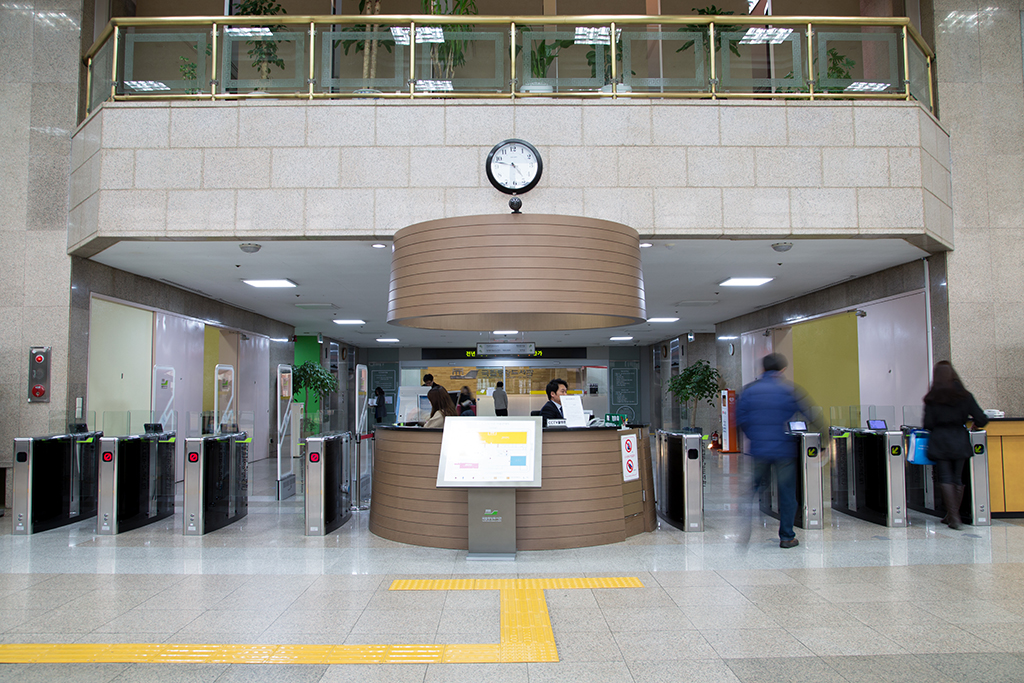
국립중앙도서관 1층 로비. 이용증을 인식시켜야 들어갈 수 있다.
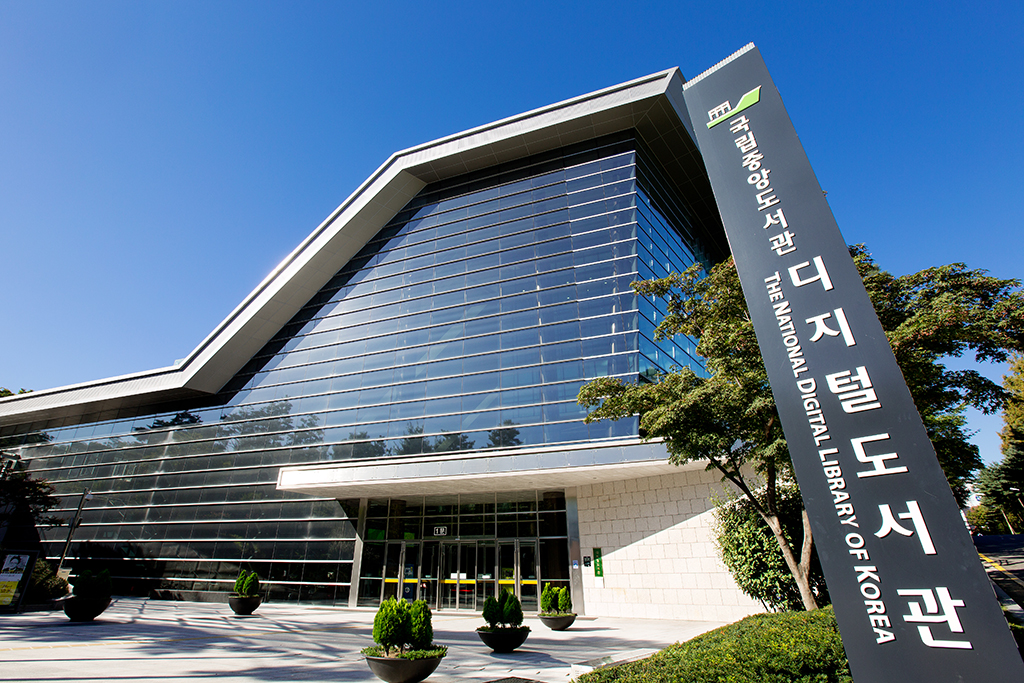
국립중앙도서관 디지털도서관 1문 입구
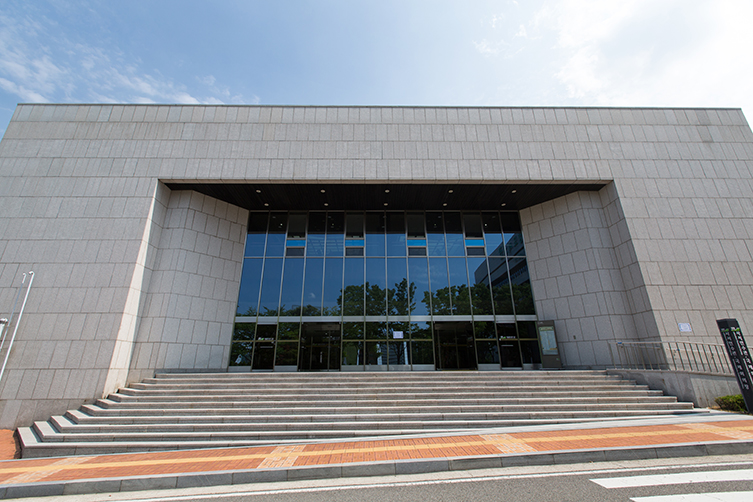
1층에는 국제회의장이 있고, 2층에는 사서연수관이 있다.
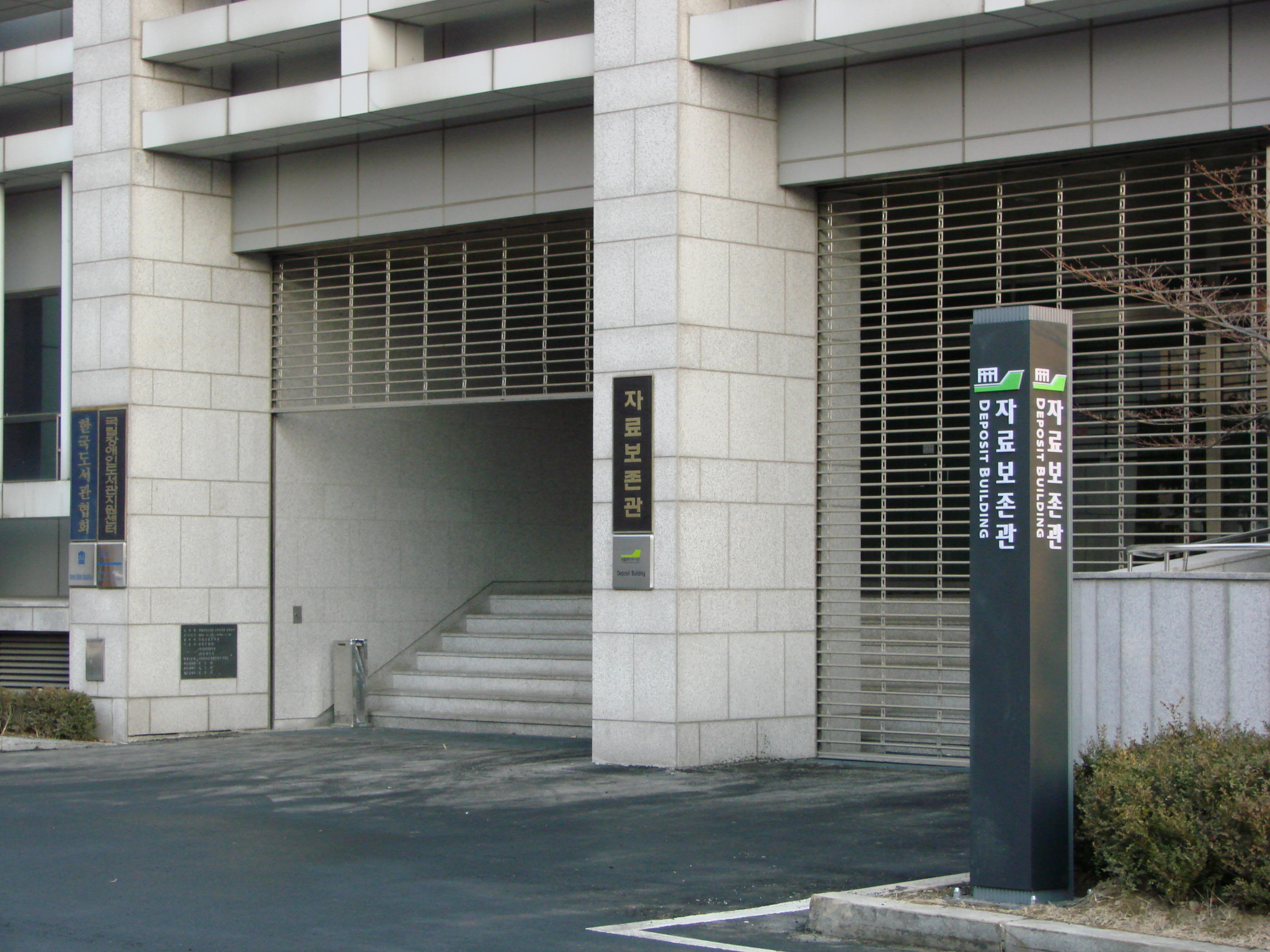
국립중앙도서관 자료보존관
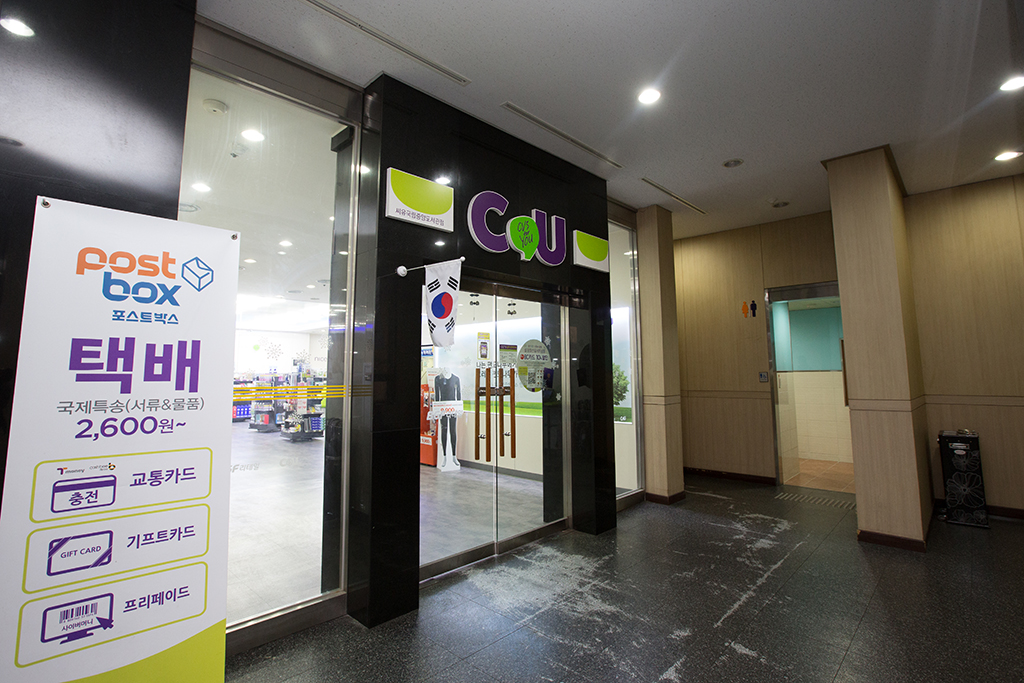
국립중앙도서관 사서연수관 1층에 위치한 편의점.
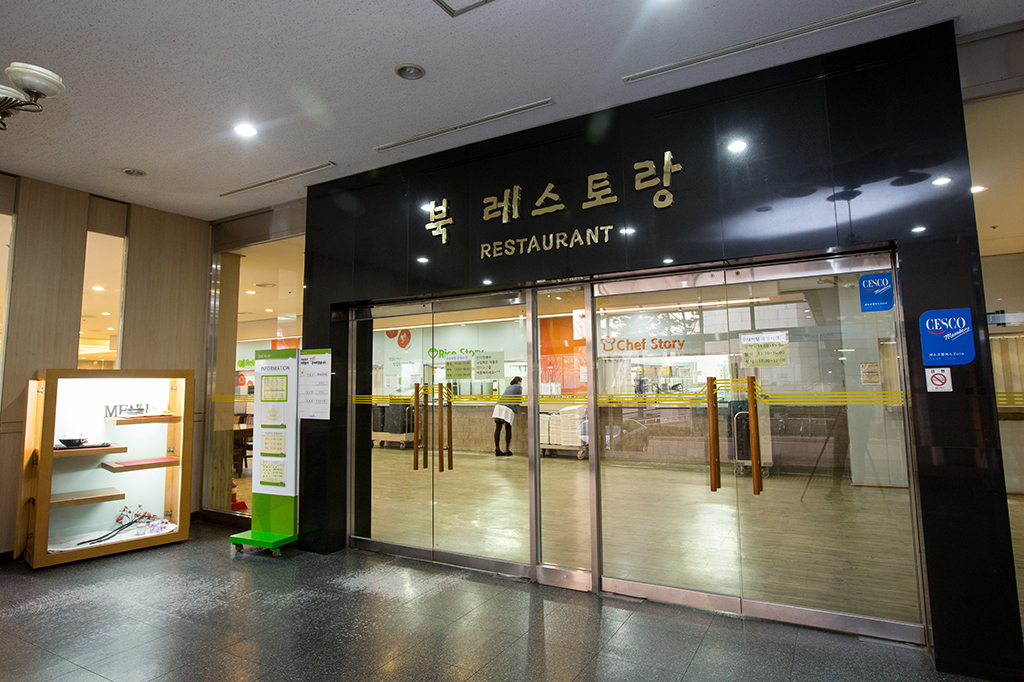
국립중앙도서관 사서연수관 1층에 위치한 식당.
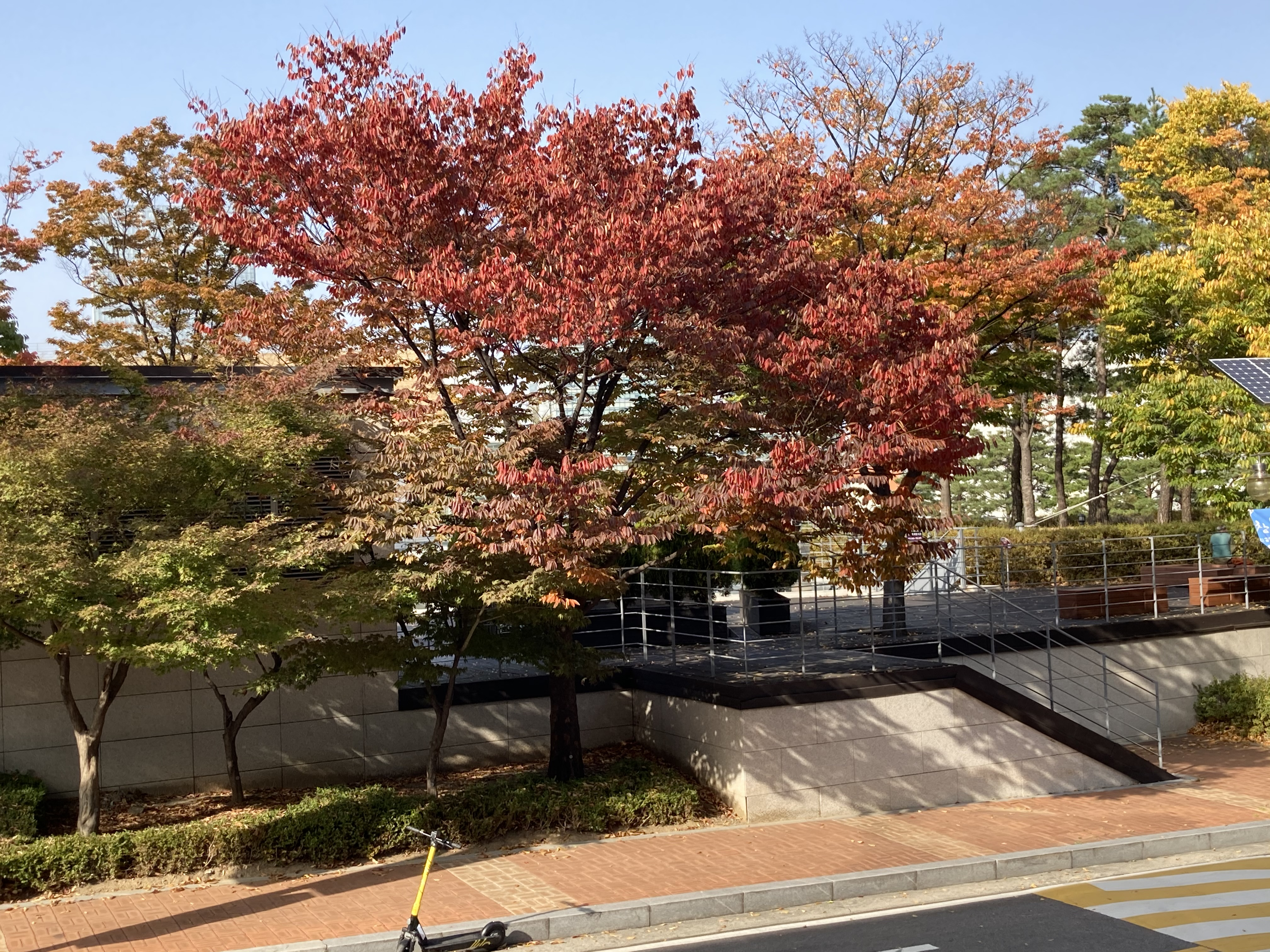
국립중앙도서관 정문 근처
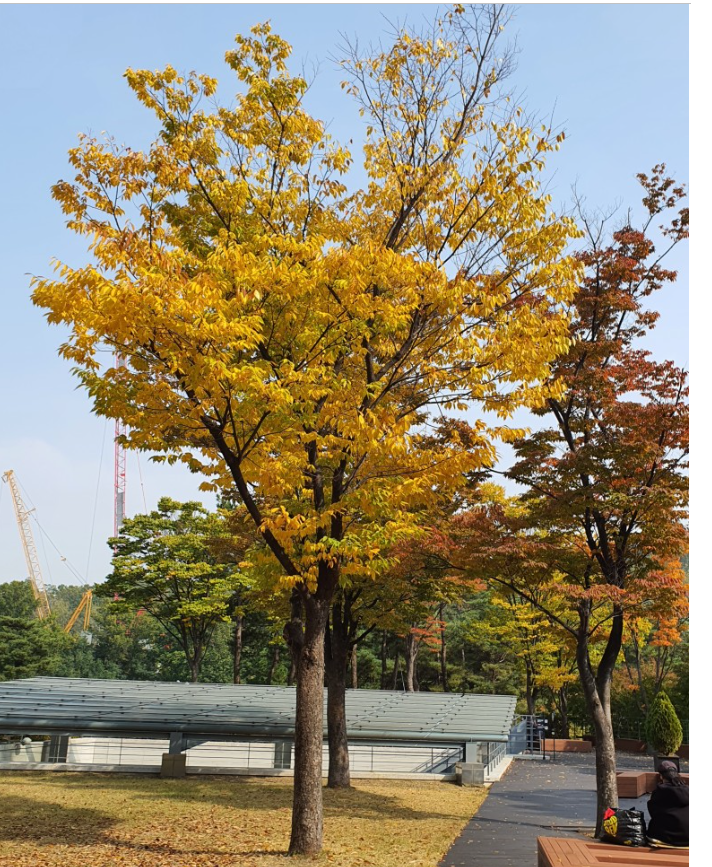
국립중앙도서관 가을 풍경
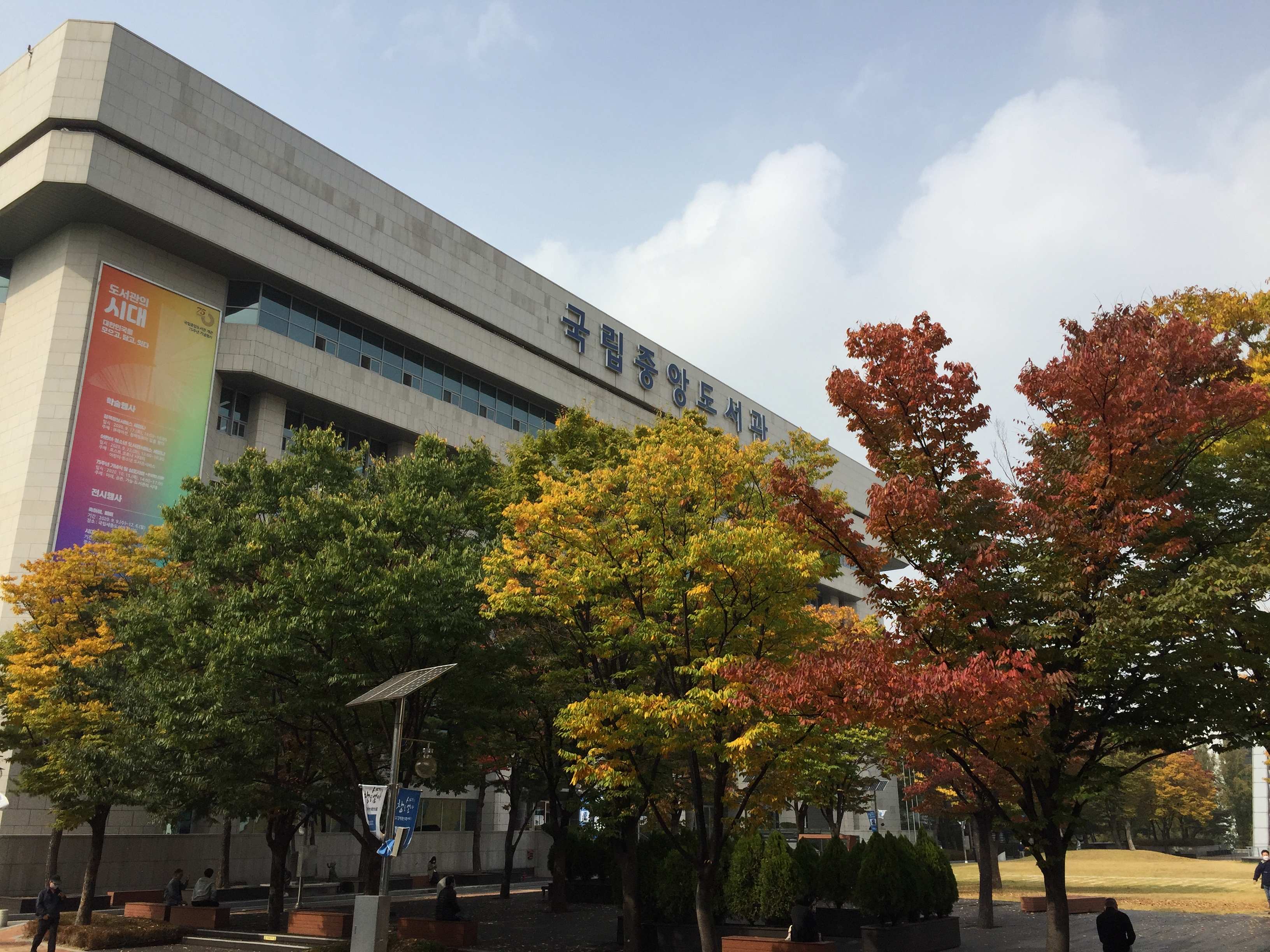
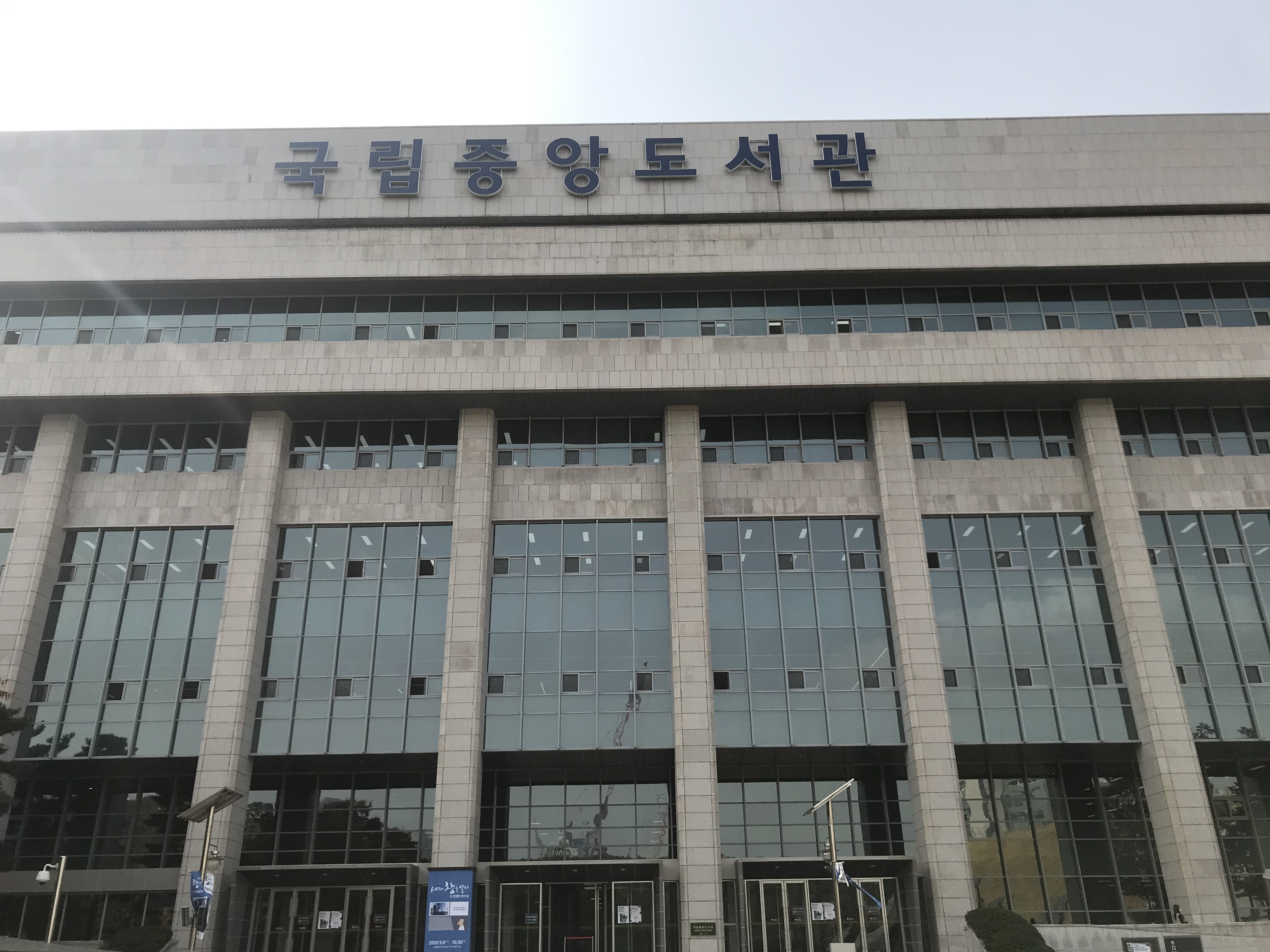
국립중앙도서관 정면
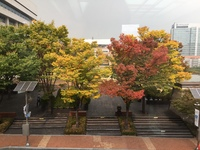
국립중앙도서관 단풍

국립디지털도서관
로비
내관
디지털도서관과 본관의 연결통로. 촬영한 쪽의 내벽은 거울로 마감했다.
개찰구
인터페이스 컴퓨터
검색 코너
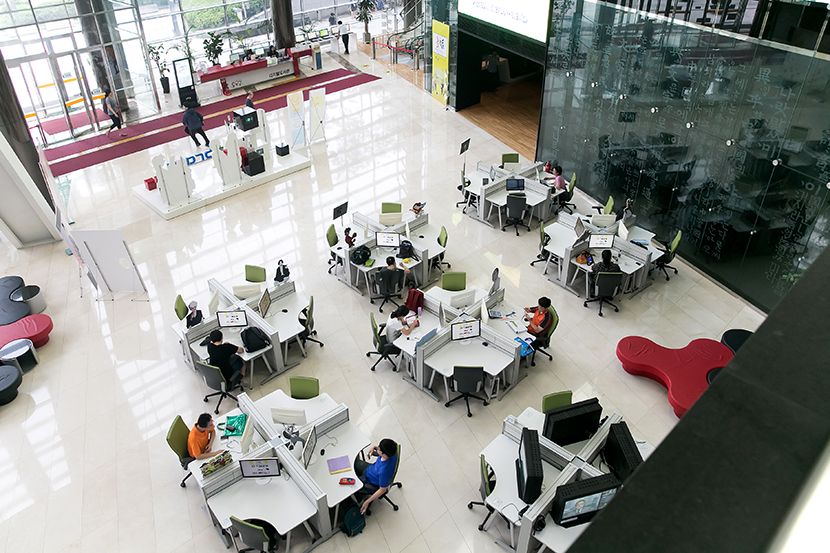
디지털도서관 지하 3층 로비.
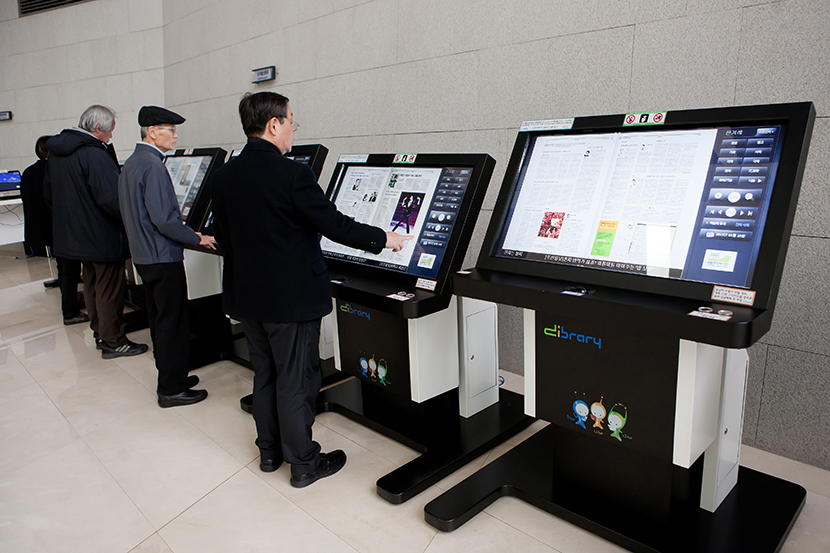
디지털도서관 지하3층 로비에 설치된 디지털 신문대.
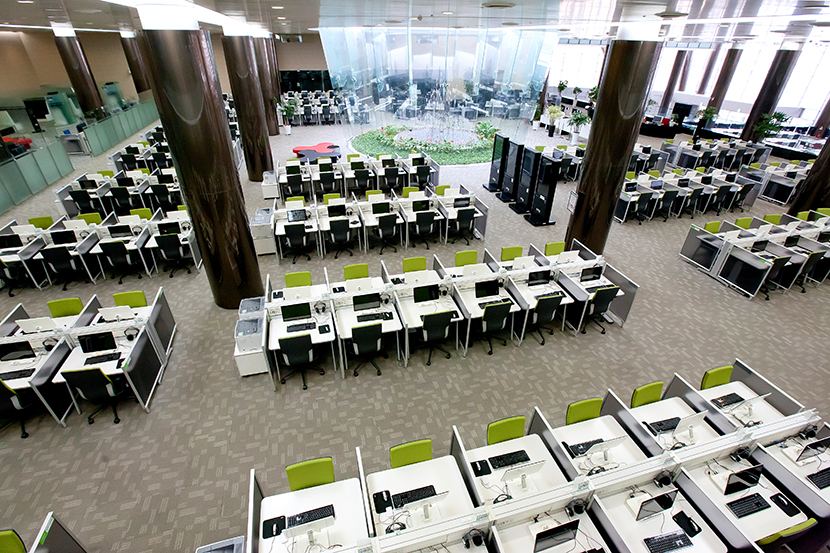
디지털도서관 지하2층.
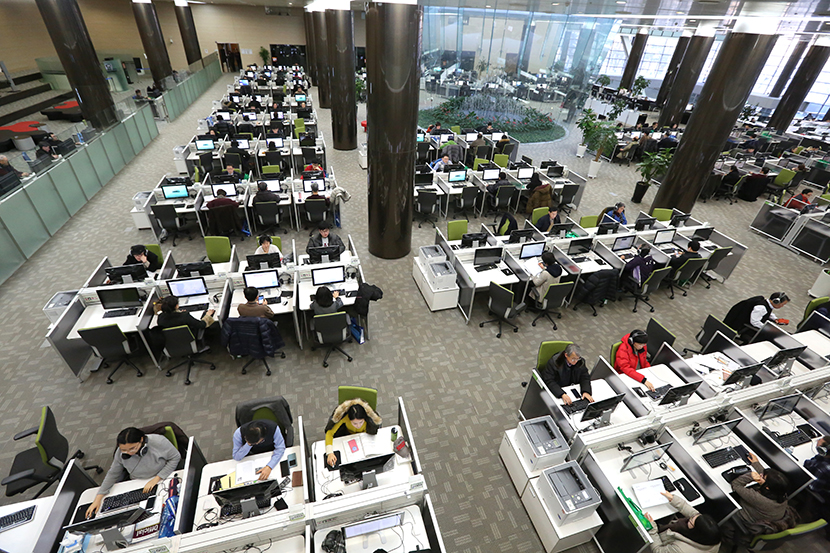
디지털도서관 지하2층.
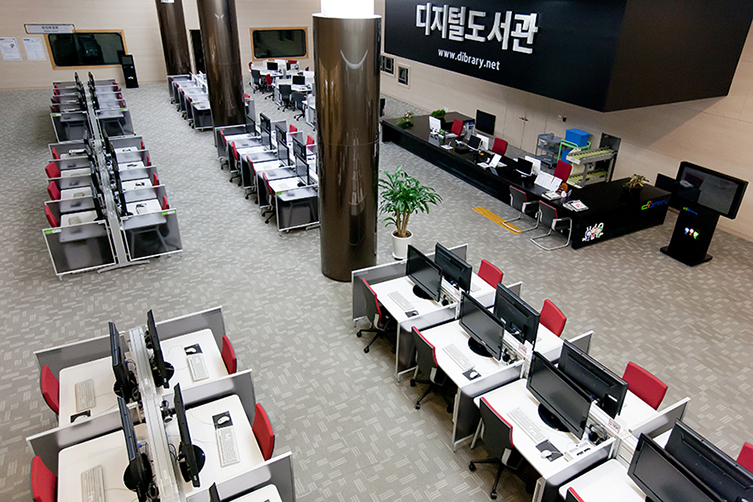
영상, 음향, 이미지 콘텐츠 편집 공간으로 전문 편집 프로그램을 제공.
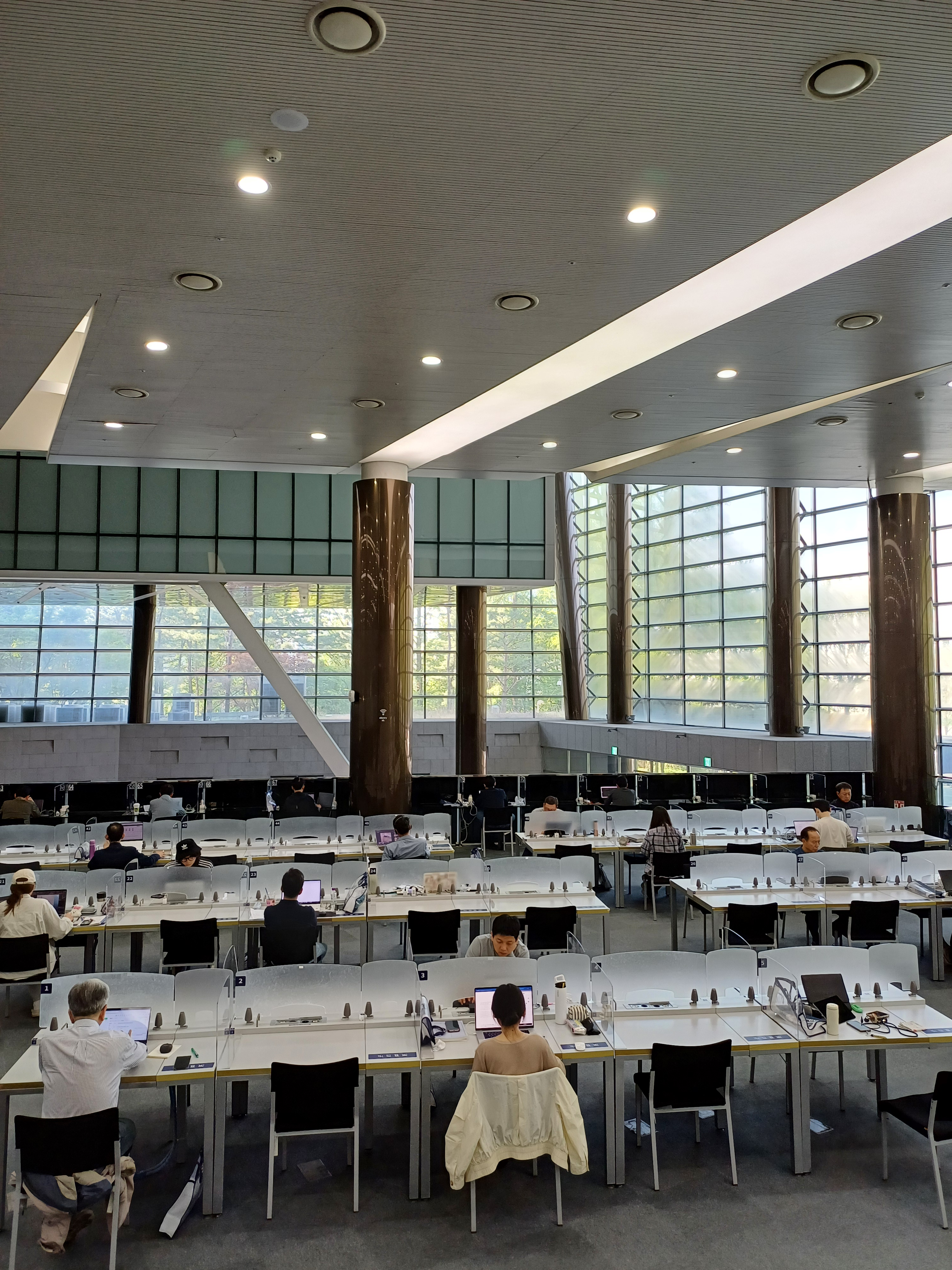
노트북 이용석
디지털 열람실
맞춤형 TV 시청실. QOOK TV 등의 IPTV를 시청할 수 있다.
'도움누리터'란 이름의 장애인 전용석
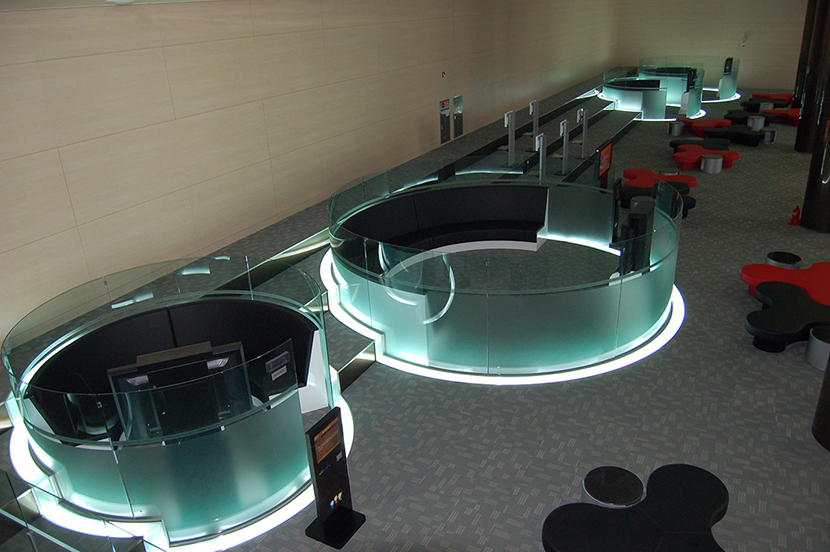
미디어센터 안내데스크에서 대출받은 자료와 무선헤드폰을 이용하여 그룹별(2~12명)로 멀티미디어 콘텐츠를 감상하는 공간.
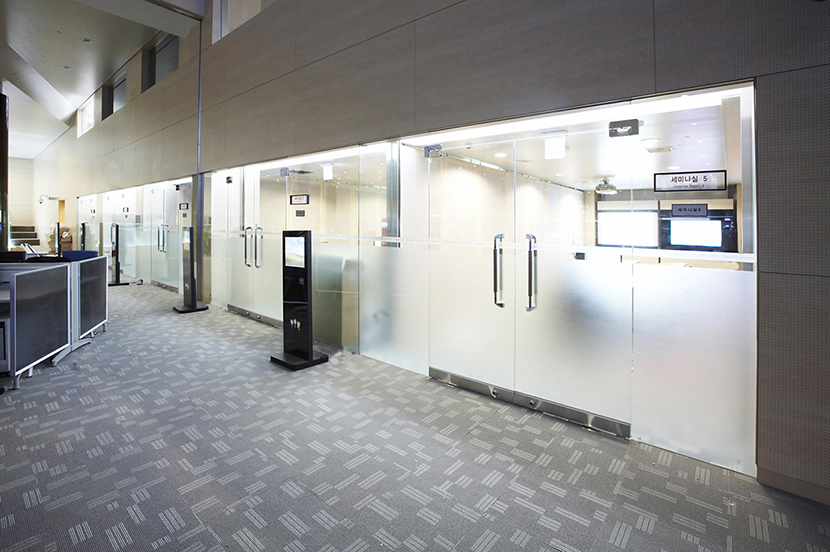
소규모 그룹 세미나 또는 미팅을 수행할 수 있는 공간으로, 대형 LCD 모니터에 PC, 개인 노트북, 대여한 UMPC를 연결하여 회의를 진행할 수 있다.
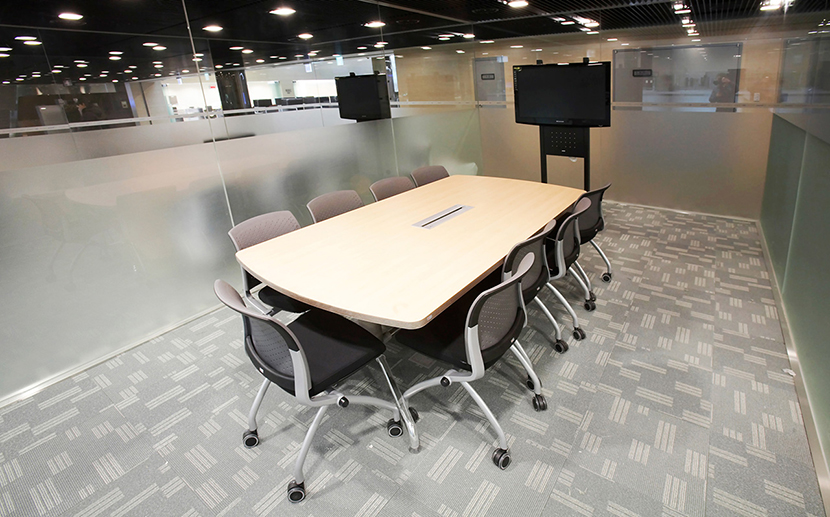
소규모 그룹 세미나 또는 미팅을 수행할 수 있는 공간으로, 대형 LCD 모니터에 PC, 개인 노트북, 대여한 UMPC를 연결하여 회의를 진행할 수 있다.
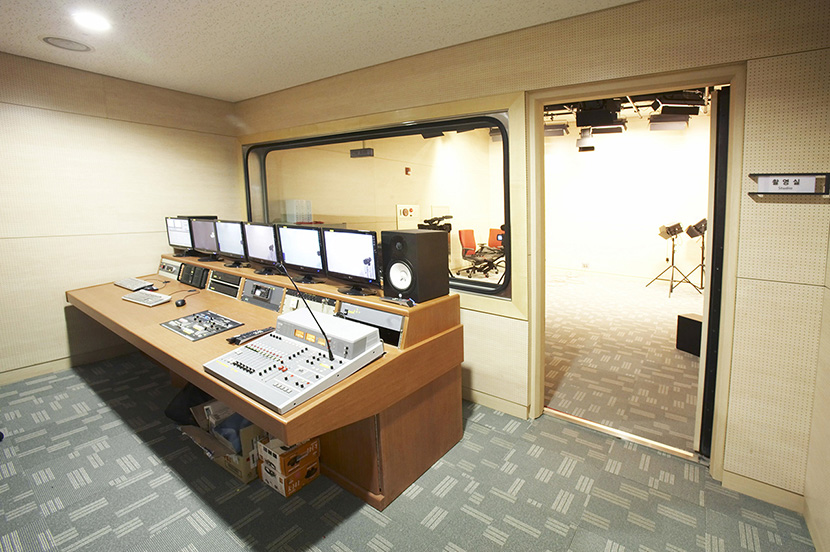
전문가 수준의 영상촬영기기, 문자편집기, 영상편집기 등의 시스템을 이용하여 영상콘텐츠를 촬영하고 제작할 수 있는 공간.
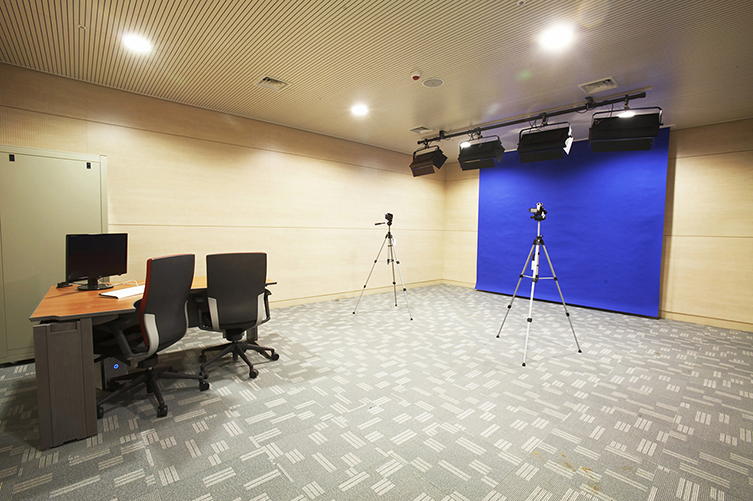
디지털도서관 지하2층에 위치. 영상/이미지 콘텐츠 촬영공간으로 캠코더, 프롬프터 등 촬영장비, 블루스크린, 조명 및 디지털도서관 전용 편집 프로그램 제공.
미디어센터

## 같이 보기
- 국가전자도서관
- 대한민국 국회도서관
- 국립중앙박물관
- 국립중앙과학관
- 국립중앙의료원
- 국립중앙청소년수련원
- 대한민국 통일부